# Pajok
Pajok är en ort i Sydsudan. Den ligger i länet Magwi och delstaten Eastern Equatoria, i den sydöstra delen av landet, 150 kilometer sydost om huvudstaden Juba.